# Ramulus spatulatus
Ramulus spatulatus är en insektsart som först beskrevs av Wen-Xuan Bi 1992.  Ramulus spatulatus ingår i släktet Ramulus och familjen Phasmatidae. Inga underarter finns listade i Catalogue of Life.